# Carmine Maggiore (Palermo)

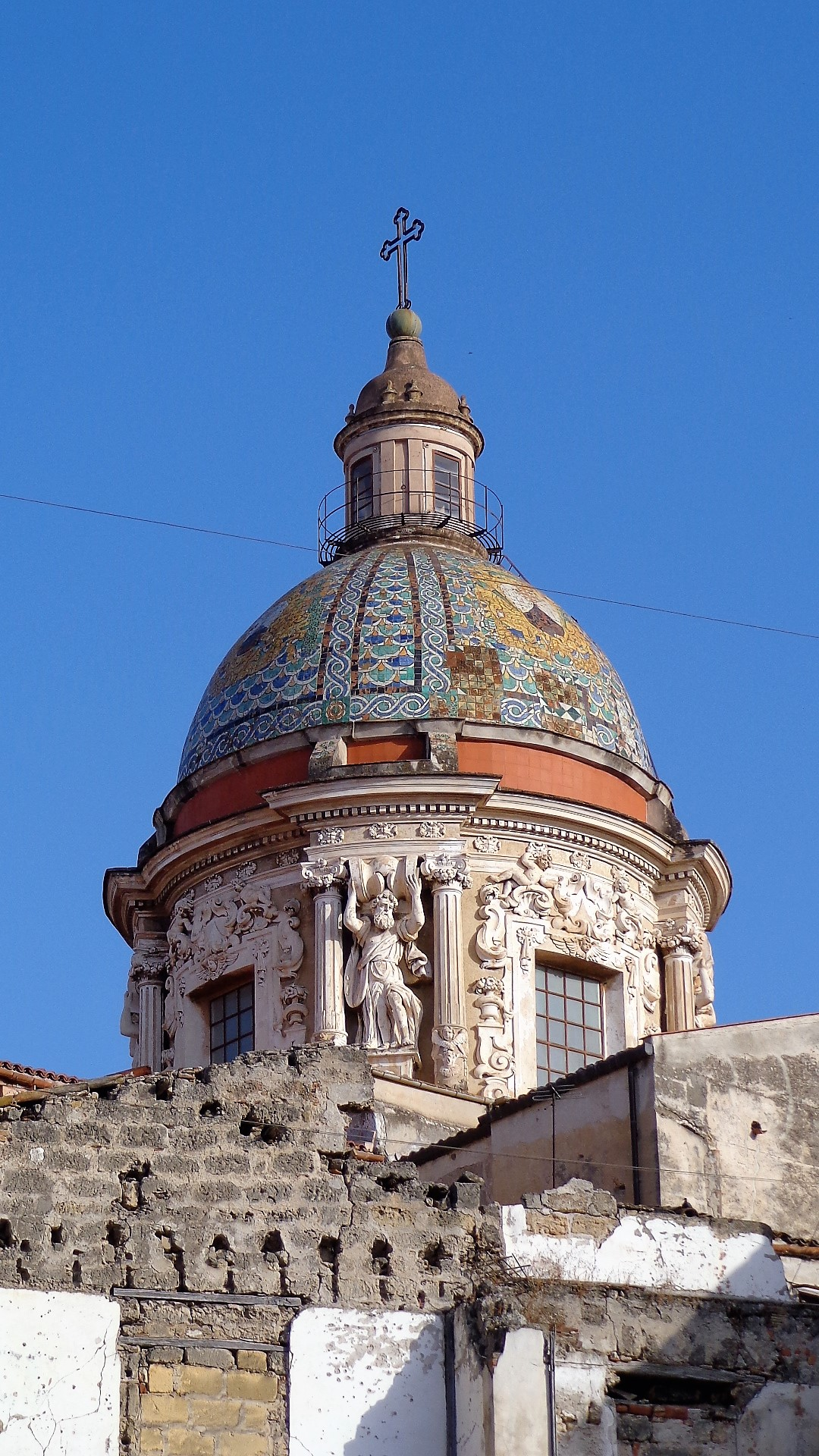
Die Maiolica-Kuppel der Chiesa del Carmine Maggiore von Palermo

Die Carmine Maggiore, eigentlich Maria Santissima del Carmelo, ist eine Kirche des Barock in Palermo.

## Beschreibung
Bereits im 13. Jahrhundert wurde an dieser Stelle von Karmelitern eine Kirche erbaut, die ab 1627 vom Architekten Mariano Smiriglio erneuert wurde.
Die Fassade wird von Pilastern gegliedert, Amphoren bekrönen die Gebäudeecken. Über dem Portal ist in einer Rundbogennische die Skulptur „Madonna mit Kind“ aus dem 18. Jahrhundert aufgestellt. Die mit mehrfarbigen Majoliken eingedeckte Pendentifkuppel wurde um 1700 von Angelo Italia entworfen. Ihr Tambour ist außen mit Girlanden, Putten und Atlanten geschmückt.
Das Innere der dreischiffigen Kirche beherbergt im Querschiff die von den Gläubigen verehrte Holzplastik „Madonna del Carmine“, ein hölzernes Kruzifix und die Statue des heiligen Dionysius. Zwischen 1683 und 1684 schufen Giuseppe und Giacomo Serpotta die Altäre für die Querschiffkapellen und dekorierten sie mit Stuck. Auffällig sind die gedrehten Säulen, die wohl nach dem Vorbild von Berninis Baldachin im Petersdom geschaffen wurden und mit figürlichen Szenen aus dem Marienleben sowie der Passion Christi versehen wurden, die sich in der Art der Trajanssäule von Rom nach oben winden.
Die Stuckdekoration in der Cappella Caterina d’Alessandria wird Giacomo Serpotta zugeschrieben, die Reliefs an der Innenfassade von Giuseppe Serpotta sind nicht erhalten.

## Ausstattung
- Pietro Novelli: Tafelbild “Sant Andrea Corsini”
- Tommaso de Vigilia Tafelbild “Madonna del Carmelo”
- Gioacchino Mercurio: Tafelbild “Christi Geburt”
- Giuseppe und Giacomo Serpotta: Szenen aus dem Marienleben und “Passion Christi”
- Giacomo Serpotta: Dekoration der cappella di Santa Caterina d’Alessandria